# Hamatastus
Hamatastus es un género de escarabajos longicornios de la tribu Acanthocinini.

## Especies
- Hamatastus conspectus Monné, 1985
- Hamatastus excelsus Monné, 1978
- Hamatastus fasciatus Gilmour, 1957
- Hamatastus lemniscatus Monné, 1985
- Hamatastus simillimus Monné, 1990